# Železniško postajališče Limbuš
Železniško postajališče Limbuš je eno izmed železniških postajališč v Sloveniji, ki oskrbuje bližnje naselje Limbuš.